# Rabot Point
Der Rabot Point ist eine hoch aufragende und felsige Landspitze an der Ostküste der westantarktischen James-Ross-Insel. Sie liegt zwischen den Mündungen des Gourdon- und des Hobbs-Gletschers in die Markham Bay.
Der schwedische Geologe Otto Nordenskjöld, Leiter der Schwedischen Antarktisexpedition (1901–1903), gab einem kleinen Gletscher unmittelbar westlich von The Watchtower an der Südseite der Insel zwischen dem Cabo Depot und dem Kap Foster den Namen Rabot-Gletscher (spanisch Glaciar Rabot). Der Falkland Islands Dependencies Survey entschied nach Vermessungen im Jahr 1953, dass dieser Gletscher für eine Benennung zu unbedeutend sei. Um Nordenskjölds Benennung in anderer Form zu bewahren, übertrug sie das UK Antarctic Place-Names Committee im Jahr 1957 auf die hier beschriebene Landspitze. Namensgeber ist der französische Geograph Charles Rabot (1856–1944).